# Невежицы
Невежицы — деревня в Скребловском сельском поселении Лужского района Ленинградской области.

## История
Деревня Невежецы упоминается на карте Санкт-Петербургской губернии Ф. Ф. Шуберта 1834 года.

НЕВЕЖИЦЫ — деревня принадлежит генерал-майорше Ададуровой, число жителей по ревизии: 22 м. п., 25 ж. п. (1838 год)

Как деревня Невежецы она отмечена на карте профессора С. С. Куторги 1852 года.

НЕВЕЖИЦЫ — деревня владельческая при ключе, число дворов — 17, число жителей: 22 м. п., 25 ж. п. (1862 год)

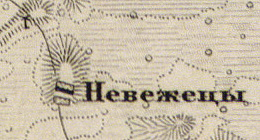
Деревня Невежицы на карте 1863 года

Согласно карте из «Исторического атласа Санкт-Петербургской Губернии» 1863 года деревня называлась Невежецы, к северу от деревни находилась ветряная мельница.
В 1868—1869 годах временнообязанные крестьяне деревни выкупили свои земельные наделы у Г. И. Франк и стали собственниками земли.
В XIX веке деревня административно относилась ко 2-му стану Лужского уезда Санкт-Петербургской губернии, в начале XX века — к Югостицкой волости 5-го земского участка 4-го стана.
По данным «Памятной книжки Санкт-Петербургской губернии» за 1905 год деревня Невежицы входила в Великосельское сельское общество.
По данным 1933 года деревня Невежицы входила в состав Великосельского сельсовета Лужского района.
По данным 1966 года деревня Невежицы входила в состав Бутковского сельсовета.
По данным 1973 и 1990 годов деревня Невежицы входила в состав Скребловского сельсовета.
По данным 1997 года в деревне Невежицы Скребловской волости проживали 3 человека, в 2002 году — 7 человек (русские — 86 %).
В 2007 году в деревне Невежицы Скребловского СП проживали 6 человек.

## География
Деревня расположена в южной части района на автодороге 41К-144 (Киевское шоссе — Невежицы).
Расстояние до административного центра поселения — 20 км.
Расстояние до ближайшей железнодорожной станции Луга I — 37 км.
Деревня находится у административной границы с Новгородской областью.

## Демография
| 1838 | 1862 | 1997 | 2007 | 2010 | 2017 |
| ---- | ---- | ---- | ---- | ---- | ---- |
| 47   | →47  | ↘3   | ↗6   | ↘2   | ↘1   |

## Известные уроженцы
- Яковлев, Алексей Трофимович (1920—1944) — Герой Советского Союза .

## Улицы
Центральная.